# Stolleneingang (Dillhausen)

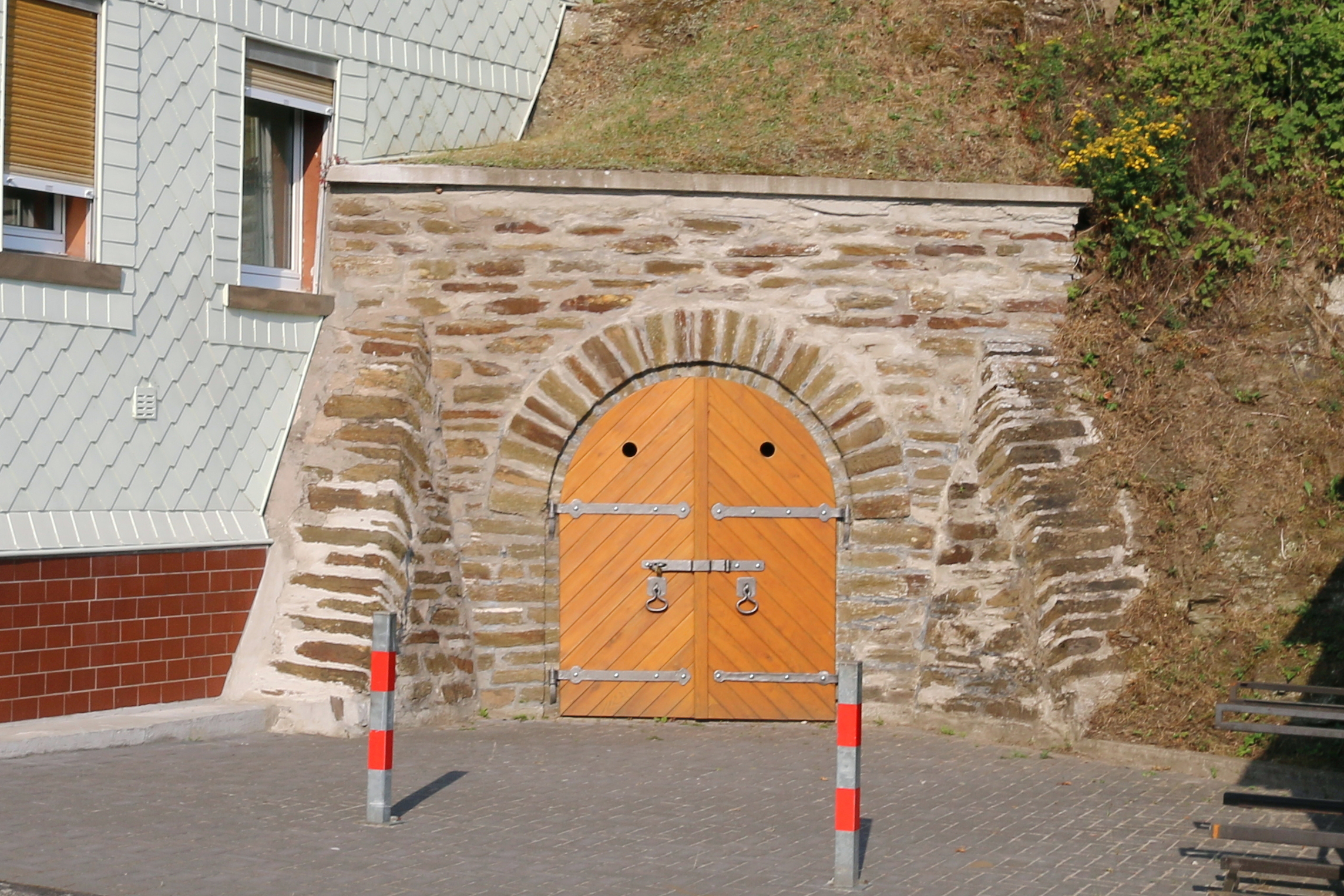
Stolleneingang in Dillhausen

Der Stolleneingang in Dillhausen, einem Ortsteil der Gemeinde Mengerskirchen im mittelhessischen Landkreis Limburg-Weilburg, ist ein geschütztes Kulturdenkmal. Das Bauwerk aus Bruchsteinmauerwerk hat die Adresse Zum Schiefer.
Der Stolleneingang der Eisenerzgrube Schiefer wurde zur Wasserhaltung und als Förderstollen erbaut. Die seitlich abgestützte Portalwand hat ein altes rundbogiges Holztor.
Im Jahr 1923 wurde die Erzförderung eingestellt und nach dem Zweiten Weltkrieg wurde noch einige Zeit Dachschiefer gebrochen.